# Aleja Pokoju w Częstochowie
Aleja Pokoju w Częstochowie to ulica położona (w swojej głównej części) w dzielnicy Raków, wytyczona w latach 50. XX wieku, w ramach planu sześcioletniego.

## Historia
Swoje powstanie zawdzięcza rozbudowie Huty Częstochowa i związaną z nią potrzebą zakwaterowania nowo przybyłych pracowników zakładu. Wcześniej krajobraz okolicy stanowiły małe domki rodzinne, zamieszkane przez ludzi, którzy nie cieszyli się w mieście dobrą sławą. Zostały one wyburzone, a na ich miejscu wybudowano nowoczesne, jak na owe czasy, osiedle mieszkaniowe. Aleja Pokoju to obecnie najważniejsza ulica Rakowa.
Budynki przy alei Pokoju to kilkupiętrowe bloki mieszkalne wybudowane w stylu socrealistycznym, pozbawione jednak ozdób charakterystycznych dla tego typu budowli w dzielnicach takich jak Nowa Huta czy MDM. Partery bloków przylegających do alei Pokoju to lokale handlowe, dlatego postrzegana jest ona jako ulica handlowa. W czasach PRL-u przeżywała ona lata swojej świetności w tej sferze, jednak po transformacji ustrojowej wiele sklepów zbankrutowało. Osiedle przy alei Pokoju rozciąga się od skrzyżowania z trasą DK1 do początku wiaduktu (o długości 216 m, drugiego co do długości w Częstochowie).
W 1959 roku wybudowano w Częstochowie linię tramwajową, która przebiega przez aleję Pokoju. W miejscu, gdzie wiadukt na alei przecina ulicę Łukasińskiego (uznawaną za główną ulicę starej części Rakowa), znajduje się pętla tramwajowa, gdzie kończy swój bieg linia nr 2, oraz stacja kolejowa Częstochowa Raków.
W miejscu tym znajduje się także rezerwat archeologiczny kultury łużyckiej, w którym mieści się część cmentarzyska z czasów kultury łużyckiej, odkrytego w 1955 roku, przy okazji budowy linii tramwajowej oraz wiaduktu.
Przy alei Pokoju mieściło się otwarte w 1968 roku kino „Relax” (na tyłach budynku znajdował się schron przeciwatomowy), które w 2001 roku zostało zamknięte z powodu braku widzów. Obecnie w budynku kina ma swą siedzibę market, należący do sieci Tesco (dawniej Leader Price). Po przeciwległej stronie ulicy znajduje się skwer z czynną fontanną, który od 2001 roku nosi imię Orląt Lwowskich. W 2006 odsłonięty został na nim pomnik upamiętniający patronów placu. W latach 1978–1990 na jego miejscu stał pomnik Bolesława Bieruta, później grobowiec Kazimierza Macińskiego.
W dzielnicy Raków, głównie w alei Pokoju osiedliło się sporo lwowiaków, którzy przybyli do Polski podczas tzw. II repatriacji w roku 1956.

## Galeria

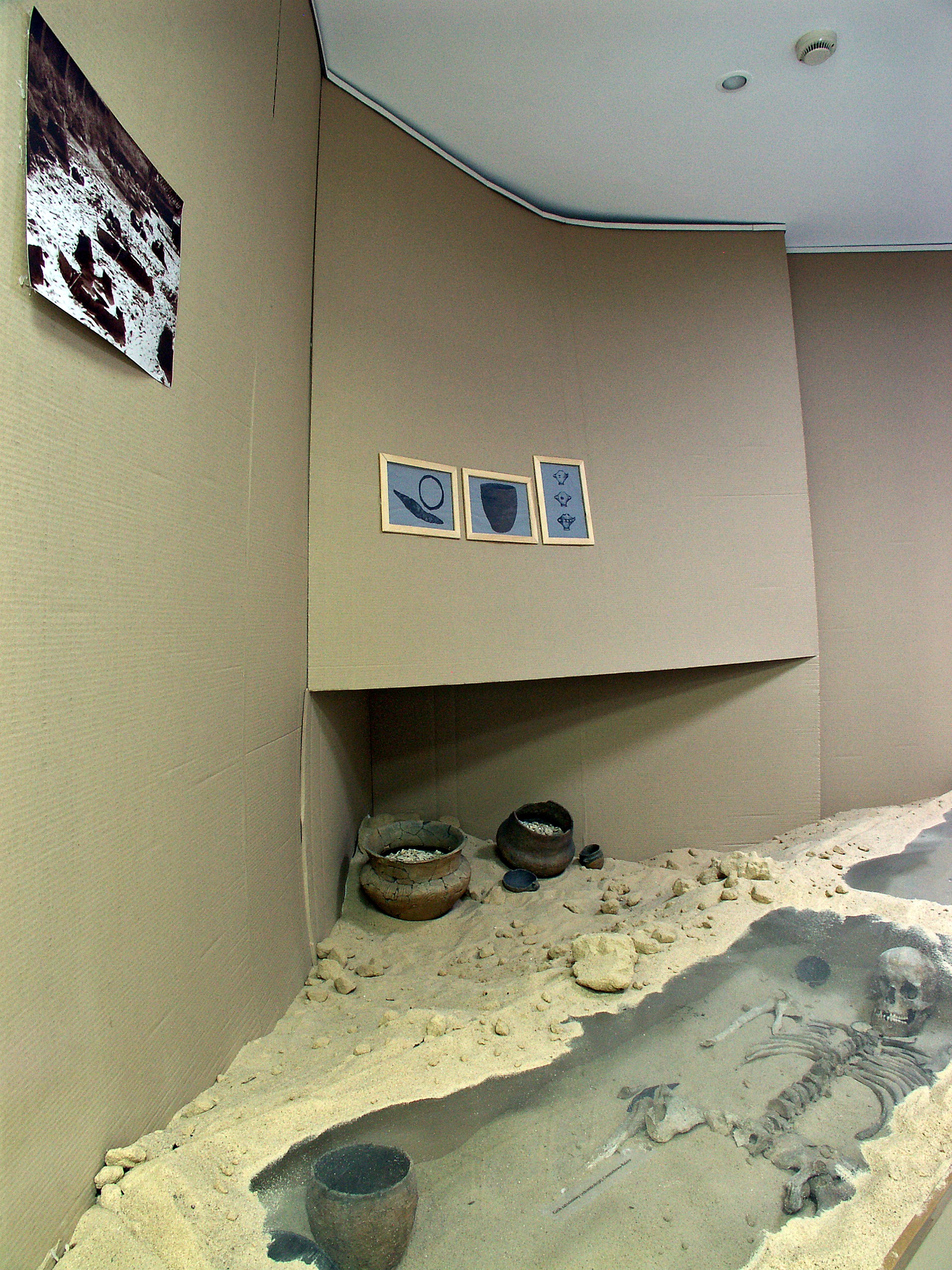
Fragment wystawy w rezerwacie
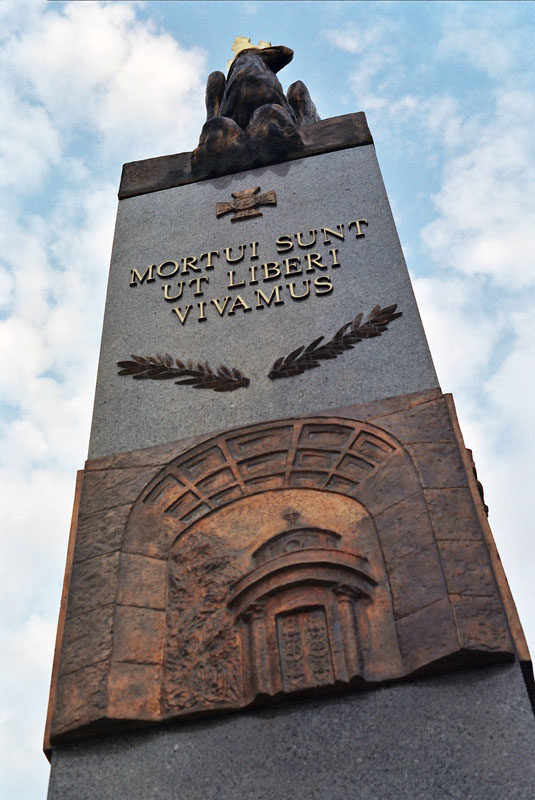
Pomnik Orląt Lwowskich przy alei Pokoju w Częstochowie
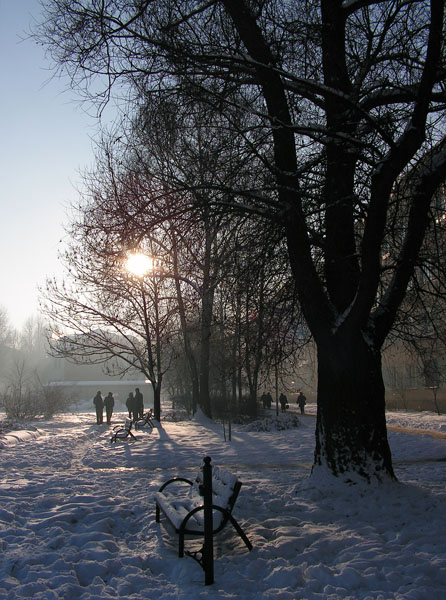
Plac Orląt Lwowskich przy alei Pokoju w Częstochowie
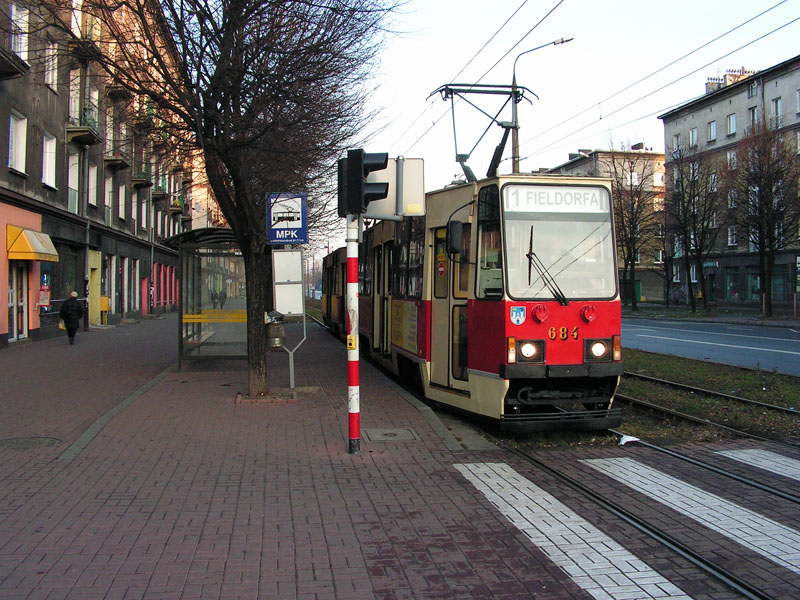
Tramwaj Konstal 105Na na alei Pokoju
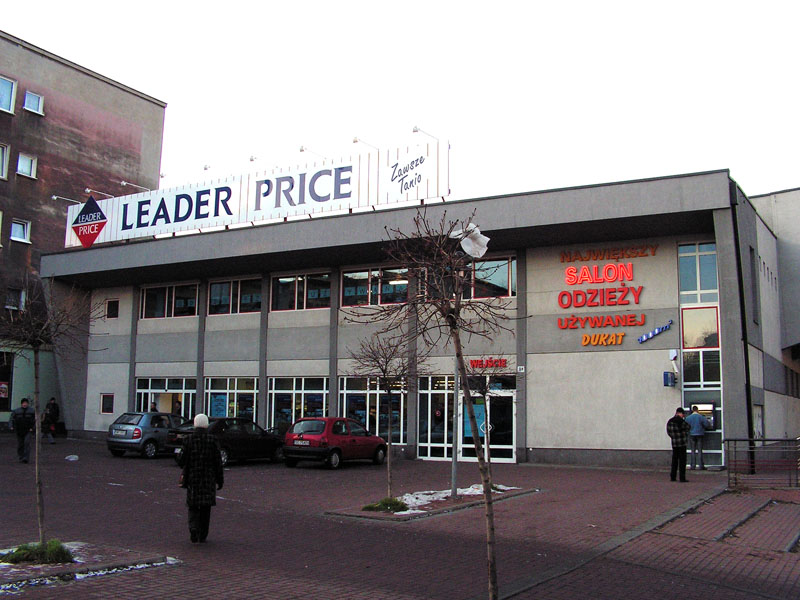
Dawny budynek kina „Relax”, supermarket Leader Price (później Tesco, obecnie Netto)
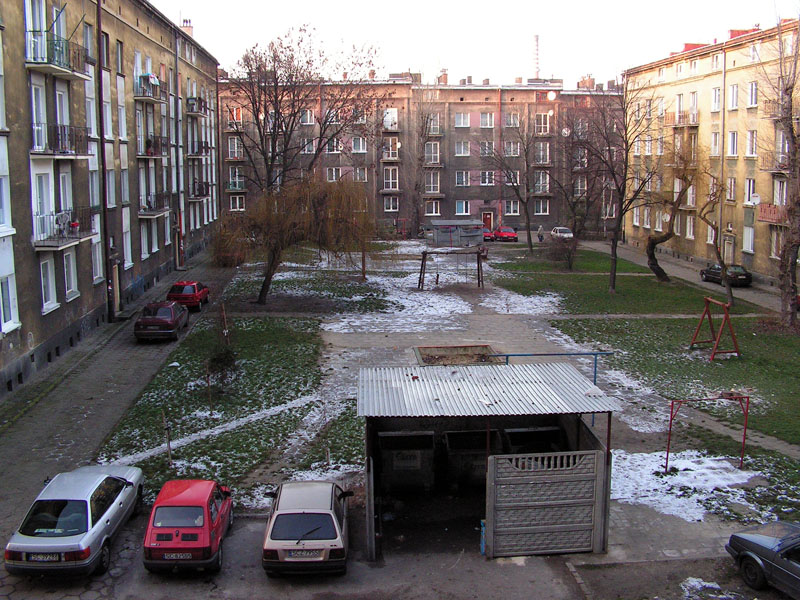
Podwórko na osiedlu przy al. Pokoju